# Carditellopsis elegantula
Carditellopsis elegantula is een tweekleppigensoort uit de familie van de Carditidae. De wetenschappelijke naam van de soort is voor het eerst geldig gepubliceerd in 1901 door Tate & May.